# Directoria
Directoria – zebrania reprezentantów lokalnych i regionalnych jednostek samorządowych oraz programów i organizacji zajmujących się rozwojem współpracy i polityki zarówno wewnątrz-, jak i międzyregionalnej. Są one zwoływane cyklicznie, zaś w ich organizację zaangażowana jest m.in. Komisja Europejska.  